# Barra do Camacho
A Barra do Camacho é uma barra localizada em Jaguaruna, no estado de Santa Catarina, e é um grande extravasor de águas da bacia do rio Congonhas.
Conforme estudos, a barra localizada à beira mar sofre constantemente ações do tempo, do vento, da influência das marés e do volume de águas do rio Tubarão. “Para que o local possa realmente cumprir com sua função, tem que haver intervenção do homem”, afirma Claudemir de Souza dos Santos, gerente regional da Companhia Integrada de Desenvolvimento Agrícola de Santa Catarina (Cidasc).
O local é de extrema importância para a região ao ser o único caminho de saída do rio Congonhas de Tubarão. Seu papel é fundamental para o escoamento das águas do rio Tubarão.
Na Barrado do Camacho localiza-se a Praia Barra do Camacho, ou simplesmente Praia do Camacho, de mediana extensão, conhecida por sua tranquilidade. De visual simples, é considerada um dos lugares mais aconchegantes da cidade e costuma receber um bom número de turistas durante a alta temporada, ficando praticamente deserta no restante do ano. Conta com uma espaçosa faixa de areia clara, suas águas são calmas e transparentes, propiciando o banho e a prática de esportes náuticos como jet ski e windsurf.